# Mejlans herrgård
Mejlans herrgård (finska: Meilahden kartano) är en herrgård i Helsingfors, Nyland och gårdens historia härstammar från 1400-talet. Den nuvarande huvudbyggnaden uppfördes i början av 1800-talet och så är den också den äldsta byggnaden på Mejlans villaområdet. Helsingfors stad har varit långvarig ägare men sålde byggnaderna 2024 till företaget Maailman kauneins sauna Oy som skall utveckla verksamheten på ormådet och restaruera de förfallna huskropparna. Gården är listad i Museiverkets lista över byggda kulturmiljöer av riksintresse. Mejlans herrgård har också kallats Villa Bredablick.

## Historia
Mejlans gård är känd redan från 1400-talet. Byn där gården ligger hette då Hindernäs. År 1627 under trettioåriga kriget gav Gustaf II Adolf Mejlans, samt med Munksnäs, Drumsö, och Tali, som förläning till Gerd Skytte. År 1650 förändrades ägarskapet igen när drottning Kristina skänkte Mejlans åt Helsingfors stad som "evig egendom". Men redan på 1680-talet upphörde den "evig egendomen" genom Reduktionskraven under 1680 års riksdag. Gården anslöts till Munksnäs säteri.
Greven Fabian von Steinheil var generalguvernör över Storfurstendömet Finland år 1810 och han valde Mejlans herrgård som sitt sommarresidens. De första åren bodde von Steinheil på Mejlans som hyresgäst men år 1823 köpte von Steinheil hela gården.  Dottern Helena von Steinheil ärvde gården efter faderns död 1830.
År 1840 flyttade greve Vladimir Musin-Puškin och grevinnan Emilie (född Stjernvall) till Mejlans. Där ordnade grevinnan Emilie en stor fest i vwziansk stil i herrgårdens trädgård. Den första i sitt slag i Finland. Festen hölls mellan bron till Fölisön och herrgården. En orkester från Sankt Petersburg spelade i trädgården och fyrverkerier och bloss i olika färger lyste upp hela området. Gästerna bar masker. Det sägas att grevinnas fest var en av de allra utmärkta fester i hela Helsingfors.
Från år 1847 ägde greven Alexandr Kušelev-Bezborodko Mejlans gård. Under hans tid byggdes en danssalong av sten på herrgårdens mark, trädgården inhägnades och en skeppsbrygga anlades invid Munksnäs bro.
I slutet av 1865 såldes Mejlans herrgård till kapten Gustaf Magnus Leonard Jägerskiöld för 12 000 rubel. Jägerskiöld uthyrde tre villatomter av gårdens mark; Toivola, Bergvik och nordligaste delen av Råholmen och kunde därför förbättra herrgårdens ekonomi. År 1871 köpte Helsingfors stad Mejlans herrgård. Staden fortsatte med uthyrning av villatomter och utökade utarrenderingen. Mejlans villaområde fick därmed sin början. 
I slutet av 1800-talet avdelades också själv gården som en egen villatomt. Då började man kalla Mejlans herrgård med namnet Villa Bredablick.
I slutet av april 2023 ockuperades oockuperades huvudbyggnaden av den anarkistiska Makamik-kollektivet.

## Huvudbyggnaden
Mejlans herrgårds huvudbyggnad ligger nära stranden vid Bastuviken. Den en gång stora landskapsparken är delvis bevarad och i parken finns bland annat terrassen med trappor ner mot stranden och ett lusthus. Huvudbyggnaden är uppförd av stock i början av 1800-talet. Den omfattar en våning och den är vitmålad med gråa och röda detaljer.
Det finns 7 rum i huvudbyggnaden varav 2  stora salar. I gården finns kakelugnar designade av arkitekt Gustaf Strengell i slutet av 1800-talet och i början av 1900-talet. Andra viktiga objekt i inredningen är franska panelpardörrar från 1800-talet och gamla handgjorda tapeter.
De äldsta ritningar till huvudbyggnaden härstammar från 1840-talet men man antar att den är äldre. I ritningen från 1847 finns separata rum för greven och grevinnan inritade.

## Stenbyggnad
Stenbyggnaden vid huvudbyggnaden är före detta danssalong från 1847. Ursprungligen var byggnaden i en våning men i början av 1900-talet höjdes den till en tvåvåningsbyggnad. Byggnaden är gul.

## Gårdens ägare
| Ägare                             | År när gården har kommit till ägedom        |
| --------------------------------- | ------------------------------------------- |
| Padis kloster                     | 1351                                        |
| Åbo domkapitel                    | början av 1400-talet                        |
| Kronan                            | 1542                                        |
| Gert Skytte                       | 1627                                        |
| Helsingfors stad                  | 1650                                        |
| Munksnäs säteri                   | 1680-talet                                  |
| Johan Gripenberg                  | Slutet av 1600-talet                        |
| Helsingfors stad                  | Slutet av 1600-talet & början av 1700-talet |
| Thomas Mattheiszen                | 1775                                        |
| Fabian von Steinheil              | 1823                                        |
| Helena Steinheil                  | 1830                                        |
| Vladimir Musin-Puškin             | 1840-talet                                  |
| Alexandr Kušelev-Bezborodko       | 1847                                        |
| Grigori Kušelev-Bezborodko        | 1855                                        |
| Gustaf Magnus Leonard Jägerskiöld | 1865                                        |
| Helsingfors stad                  | 1871                                        |
| Johan Adolph                      | 1899                                        |
| O. W. Salin                       | 1903-1908                                   |
| Arvo Emil Parmasuo                | 1950-1967                                   |
| Helsingfors stad                  | 1967-2024                                   |
| Maailman kaunein sauna Oy         | 2024-                                       |